# 格盧霍耶湖 (馬里埃爾共和國)

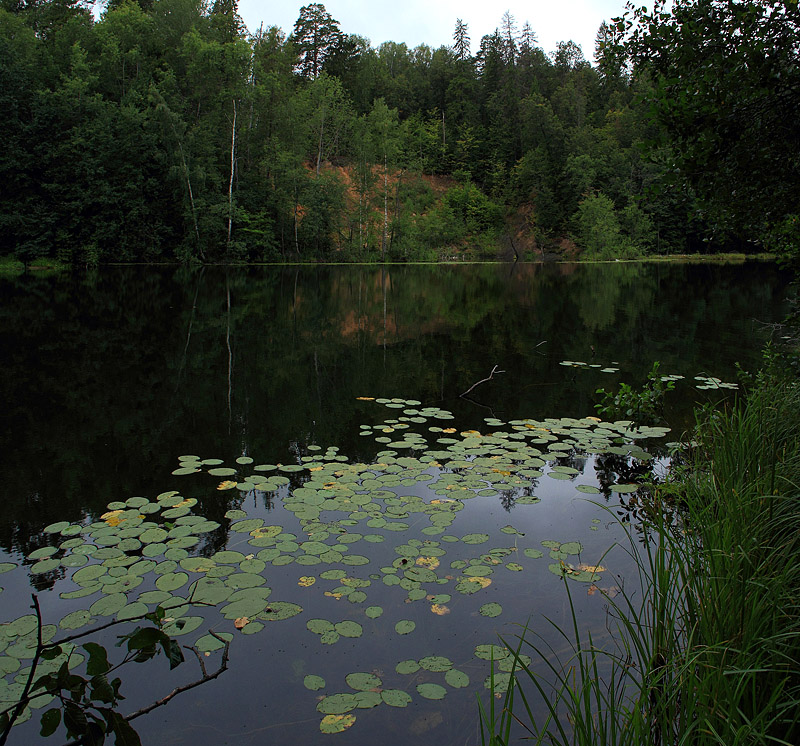

56°2.39′N 48°27.57′E / 56.03983°N 48.45950°E
格盧霍耶湖（俄语：Глухое озеро），是俄羅斯的湖泊，位於該國西部，由馬里埃爾共和國負責管轄，長0.95公里、寬0.1公里，面積0.095平方公里，海拔高度66米，最大水深26米。